# Fragments (Rork)
Fragments est le premier album de la série de bande dessinée Rork, écrite et dessinée par Andreas. Réunissant sept histoires créées pour le journal Tintin entre 1978 et 1980,  cet album a été publié en 1984 aux Éditions du Lombard.

## Résumé

### Chapitre 1: Un siècle pour une maison
Rork a reçu la visite d'un jeune homme, nommé Bernard Wright (allusion au dessinateur Bernie Wrightson). Celui-ci emmène Rork visiter sa maison, isolée sur des falaises dominant la mer. Wright l'a achetée il y a deux mois, pour y écrire dans la solitude. Wright raconte qu'il y a deux semaines, des cauchemars ont commencé. Les matins, il découvrait des traces d'eau de mer, descendant du grenier. Il y a trois jours, après s'être endormi, il a trouvé une page remplie de "signes incompréhensibles". C'est pourquoi il a fait appel à Rork, réputé pour sa connaissance d'écritures anciennes.
Rork décide de rester pour la nuit. Tandis que Wright s'endort, Rork observe deux créatures humanoïdes dotées de masques respirateurs descendre du grenier. Les créatures dialoguent avec Rork, et déclarent être les représentants d'une civilisation ancienne vivant au fond de la mer. Leur survie est liée à un astre artificiel "sous les eaux", qui doit être alimenté en énergie solaire.
Au matin, Rork conseille à Wright de quitter sa maison, car il est "en danger de mort". Après son départ, une sphère émerge de l'océan et flotte au-dessus de la maison. Absorbant l'énergie du soleil, elle devient incandescente, provoquant l'incendie de la maison.

### Chapitre 2: Point Fatal
Cette histoire fait apparaître Adam Neels (allusion au dessinateur Neal Adams), un magicien ami de Rork vivant dans une forêt. Après des années de recherches, Neels a trouvé comment repérer le "point fatal" permettant de détruire une sphère de "n'importe quelle matière", presque sans effort. Cependant, une force cosmique venue du ciel détruit le laboratoire de Neels, laissant dans le sol une empreinte géométrique.

### Chapitre 3: La tache
Ce récit introduit Ebenezer M. Awridge, directeur d'un musée voué aux arts et aux sciences. Son assistant, Wilbur Skiffel, revient d'une vente aux enchères où il a fait l'acquisition une peinture recouverte d'une étrange tache, que Rork juge inquiétante. Cette tache, qui se révèle être une entité extraterrestre, se fixe sur la poitrine d'Ebenezer et domine sa volonté. Elle cherche à attirer la foudre sur lui pour se nourrir de cette énergie. Rork, grâce à un liquide de son invention, parvient à faire partir la tache, qui se projette dans le ciel nocturne, "d'où elle était venue" (car elle se déplace uniquement en ligne droite). 

### Chapitre 4: Low Valley
Rork se promène dans Low Valley, une enclave désertique au milieu d'une forêt verdoyante. Un triangle se distingue au centre de la surface dénuée de toute végétation. Rork observe une jeune femme aux cheveux noirs s'y avancer. Atteignant le triangle, elle est jetée au sol par un champ de force invisible. Rork constate que le triangle est composé de minuscules squelettes animaux (tués par le champ de force), et que sa forme pointe vers l'entrée d'une caverne. Rork descend un escalier, et découvre une vaste salle souterraine. Au centre de la salle se trouve un autel de la même forme triangulaire (dans l'album Deliah, ce lieu est nommé "L'autel de tous les pouvoirs"). Après être remonté à la surface (pour éviter un gardien invisible), Rork invite la jeune femme à rester chez lui. Elle s'avère amnésique, Rork propose de l'appeler "Low Valley".

### Chapitre 5: Fragments
Cinq semaines plus tard, Low Valley vit toujours chez Rork, et n'a pas retrouvé sa mémoire. Un étrange phénomène frappe la maison où vit Rork: des formes se découpent dans les parois. Cela semble lié à un rêve de Low Valley, et d'un puzzle sphérique se trouvant dans la pièce.
Rork sort, pour aller chercher un maçon. À son retour, une foule s'est attroupée autour de la maison, décomposée en fragments, pendant que Low Valley dort sur le canapé. Rork parvient jusqu'à elle, et entre dans son rêve. Au fur et à mesure qu'il démonte le puzzle, les fragments de la maison se ressoudent.
Rork décide d'éloigner Low Valley de la ville, et la conduit dans une chaumière isolée. Il conclut que pour contrôler ses pouvoirs, la jeune femme doit d'abord retrouver son passé.

### Chapitre 6: Le retour de la tache
Regardant par sa fenêtre, Rork voit une météorite chuter sur la forêt. Sur place, un cratère indique l'emplacement de la chute.
Arrivé à la cabane de Low, Rork voit une voiture rouge. C'est celle d'Ebenezer Awridge, qui faisait "un tour dans la forêt", et voyant la cabane occupée, s'y est arrêté. La jeune femme décline son identité véritable: Miss Deliah Darkthorn. Elle traite Rork avec une froideur inhabituelle. Pendant que Rork sort avec Deliah pour discuter, Ebenezer incendie la maison, afin de détruire les livres que Rork avait amené. Rork devine que la tache est derrière tout cela. Ebenezer explique les événements : grâce au produit, il a transféré la tache de la météorite sur Deliah, ce qui permit à celle-ci de retrouver son passé.
Ebenezer et Deliah prennent congé de Rork, indiquant qu'il "constitue un danger" pour la tache, et qu'il ne doit pas tenter de les retrouver. Rork voulant les retenir, Deliah utilise son pouvoir pour l'immobiliser. Un indice révèle leur destination : New York.

### Chapitre 7: À New York

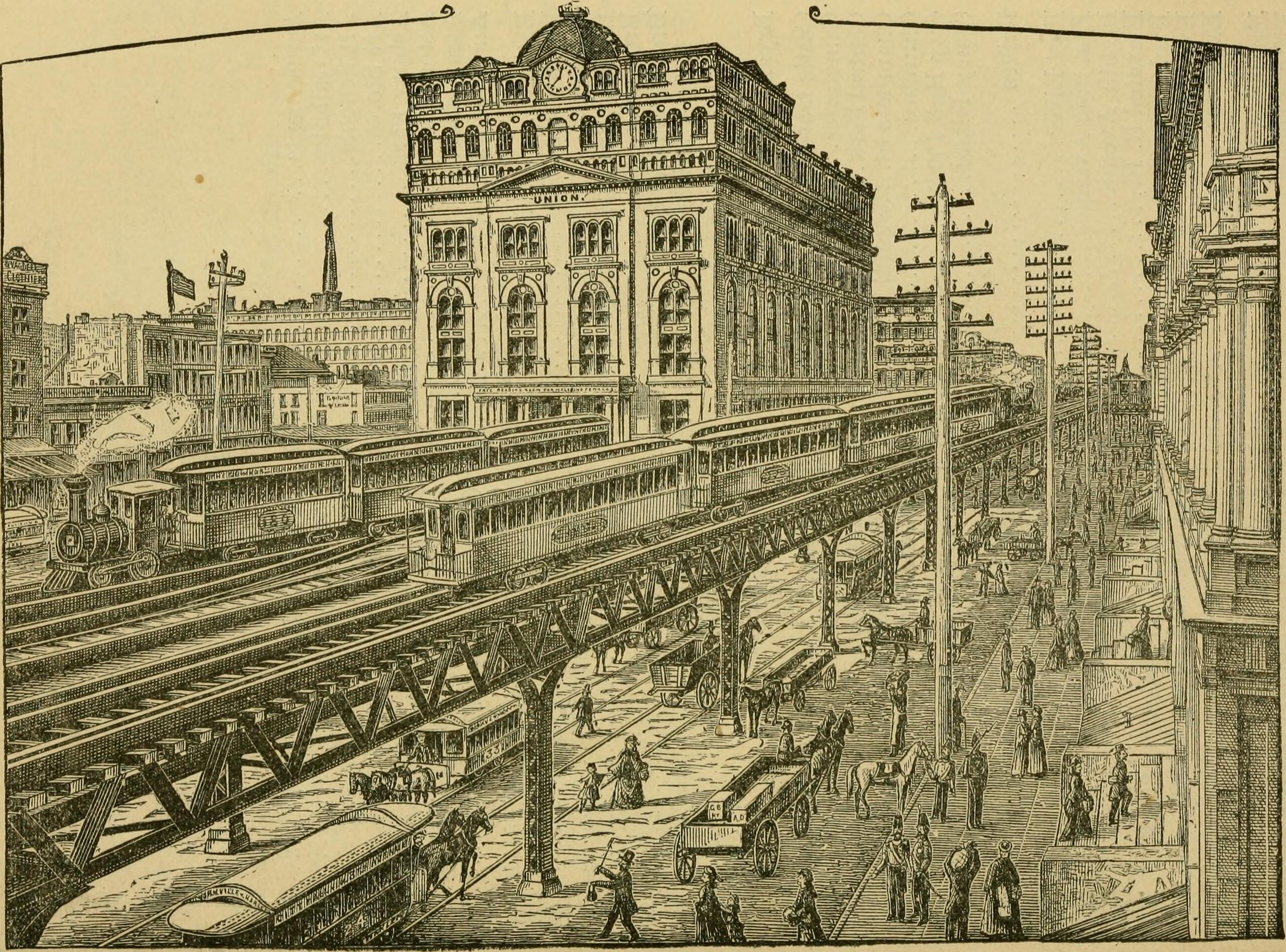
Vue historique de New York (vers 1890).

Rork est arrivé à New York, à la recherche de Deliah et Ebenezer. Il dispose d'un plan où est griffonné une adresse, "46 William Street / 16".  En montant par l'ascenseur, il découvre qu'un étage de cet immeuble manque - un espace vide horizontal sépare les deux parties. Rork se trouve pris au piège dans la cage d'ascenseur, et grimpe au 16e étage. Derrière une porte avec l'inscription Awridge Darkthorn - Agents, Rork trouve un bureau vide. Le téléphone sonne. Rork se fait passer pour Awridge, et apprend qu'une cargaison sera livrée sous le métro aérien de la 8e avenue. Sur place, Deliah et Ebenezer ont tendu un piège à Rork, et font chuter sur lui une rame de métro. La dernière planche s'achève sur la vue du véhicule suspendu dans le vide, plongeant sur Rork, qui découvre que les caisses sont remplies de dynamite.

## Succès éditorial
L'album connait à sa première parution, en 1984, un succès immédiat: les 10'000 exemplaires du premier tirage sont écoulés en 15 jours. Une deuxième édition, augmentée de six illustrations, voit le jour en 1994.

## Analyses
Dans sa préface à la première édition, François Rivière relève trois influences majeures sur l'univers visuel de cet album: l'artiste M.C. Escher, le dessinateur Bernie Wrightson et l'écrivain H.P. Lovecraft.
Dans une interview radiophonique, Andreas commente certains motifs qui sont récurrents dans son œuvre: un jeu avec l'architecture, se manifestant par des "maisons éventrées" présentes dans plusieurs histoires. L'auteur indique y découvrir à postériori un reflet de sa quête identitaire et de son rapport aux femmes.

## Histoire éditoriale

### Parution initiale des épisodes dans le Journal de Tintin[4]
1. Un siècle pour une maison, dans Tintin N° 167, 21 novembre 1978
2. Point fatal, dans Tintin N° 213, 9 octobre 1979
3. La tache, dans Tintin N° 220, 27 novembre 1979
4. Low Valley, dans Tintin N° 239, 8 avril 1980
5. Fragments, dans Tintin N° 252, 8 juillet 1980
6. Le retour de la tache, dans Tintin N° 256, 5 août 1980
7. Rork à New York, dans Tintin N° 264, 30 septembre 1980

### Parutions en album
- Fragments, coll. « Histoires et légendes », Le Lombard, 1984,  (ISBN 2-8036-0457-4)
- Nouvelle édition, Le Lombard, 1994,  (ISBN 2-8036-1114-7)
- Inclus dans Rork – L'intégrale 1, Le Lombard, 2012,  (ISBN 978-2-8036-3095-0)